# Migratory Bird Treaty Act
Migratory Bird Treaty Act of 1918 – akt prawny Kodeksu Stanów Zjednoczonych (Tytuł 16, Rozdział 7, Podrozdział II), będący implementacją konwencji o ochronie ptaków wędrownych, podpisanej w 1916 roku pomiędzy USA a Wielką Brytanią (dla Kanady).
Ustawa ta czyni bezprawnym ściganie, polowanie, chwytanie, przetrzymywanie, zabijanie lub sprzedawanie ptaków w niej wymienionych (ptaków wędrownych). Ustawa nie różnicuje na ptaki żywe i martwe oraz stanowi pełną ochronę dla jakiejkolwiek części ciała ptaka, wliczając pióra i jaja, a także gniazda. Obecnie (2020) lista uwzględnia ponad 1000 gatunków ptaków.
W celu ochrony wędrownych ptaków Stany Zjednoczone podpisały podobne porozumienie również z czterema innymi państwami – Kanadą, Meksykiem (1936), Japonią (1972) i Rosją (1976 z ówczesnym ZSRR).

## Sekcje
Akt podzielony jest na 10 sekcji (od 703 do 712). Sekcja § 709 jest pominięta, ale jest § 709a – Autoryzacja asygnowania (Authorization of appropriations), co sprawia, że lista uwzględnia 11 sekcji.
| § 703  | Bezprawne chwytanie, zabijanie lub przetrzymywanie ptaków wędrownych |
| § 704  | Określenie [warunków] kiedy i jak mogą być chwytane, zabijane lub przetrzymywane ptaki wędrowne                                                                                      |
| § 705  | Transport lub import ptaków wędrownych; kiedy jest bezprawne |
| § 706  | Aresztowania; nakazy rewizji |
| § 707  | Naruszenie prawa i kary; konfiskaty |
| § 708  | Prawa lub regulacje stanowe lub terytorialne |
| § 709  | Pominięto |
| § 709a | Autoryzacja asygnowania |
| § 710  | Częściowa nieważność; krótki tytuł |
| § 711  | Hodowla i sprzedaż w celach konsumpcyjnych |
| § 712  | Regulacje w realizacji paktu i porozumienia; sezonowe chwytanie ptaków wędrownych dla niezbędnych potrzeb rodzimych mieszkańców Alaski w celu ocalenia i podtrzymania zasobów ptaków |

## Przykładowe gatunki ptaków objęte Aktem

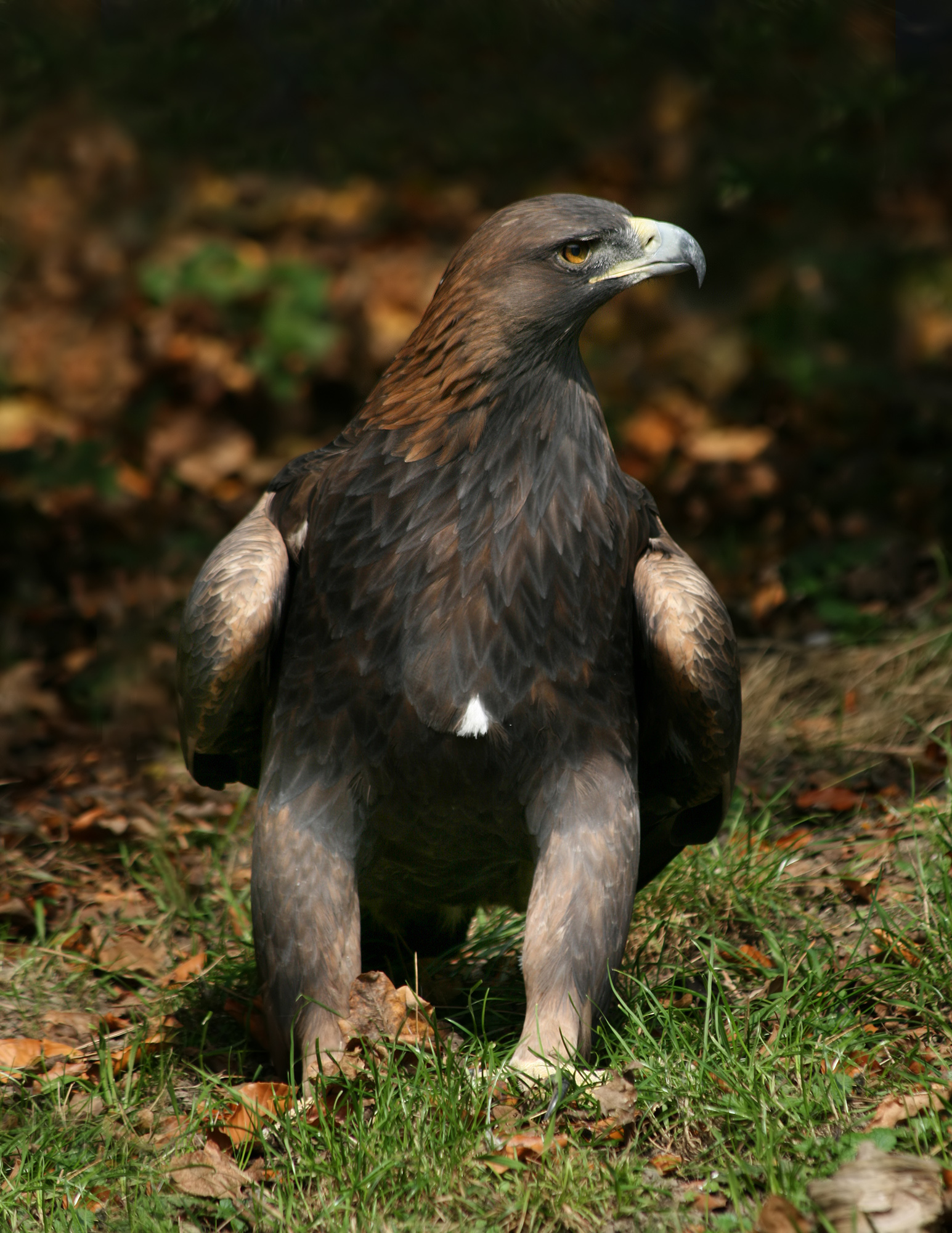
orzeł przedni – jeden z ptaków chronionych Aktem

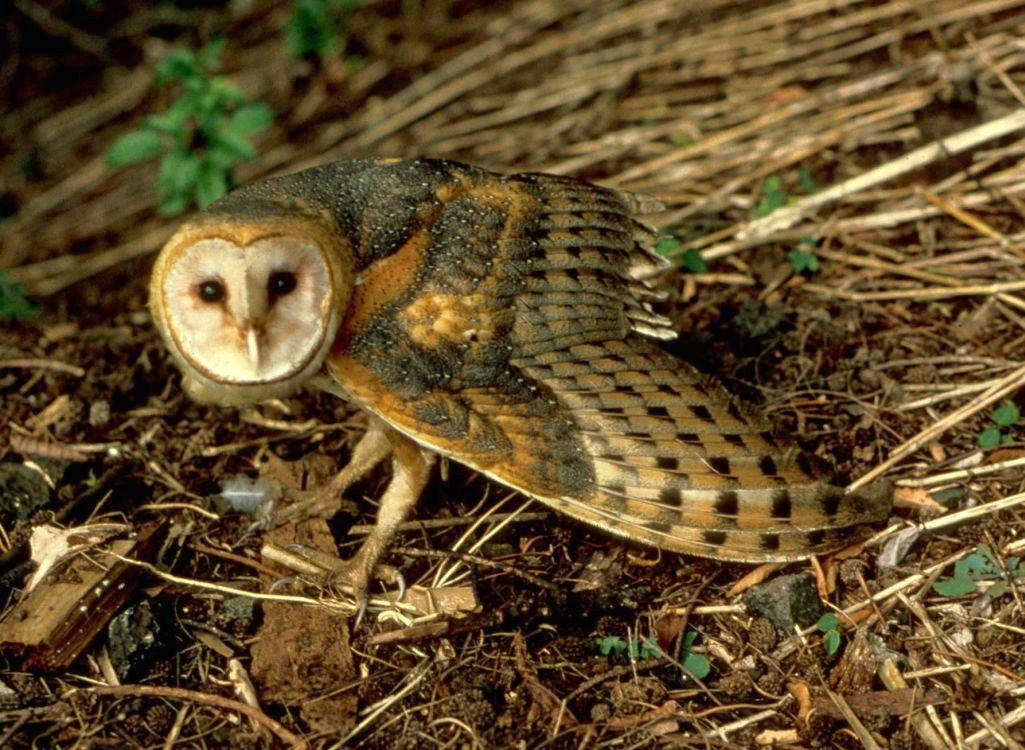
płomykówka

- bielik amerykański, Haliaeetus leucocephalus
- orzeł przedni, Aquila chrysaetos
- sikora jasnoskrzydła, Parus atricapillus
- sępnik czarny, Coragyps atratus
- kardynał szkarłatny, Cardinalis cardinalis
- jemiołuszka cedrowa, Bombycilla cedrorum
- jaskółka rdzawoszyja, Hirundo pyrrhonota
- płomykówka, Tyto alba
- lelczyk mały, Chordeiles minor
- dzięcioł kosmaty, Picoides pubescens
- przedrzeźniacz ciemny, Dumetella carolinensis
- przedrzeźniacz północny, Mimus polyglottos
- gołębiak długosterny, Zenaida macroura
- myszołów rdzawosterny, Buteo jamaicensis
- epoletnik krasnoskrzydły, Agelaius phoeniceus
- sępnik różowogłowy, Cathartes aura
- słonka, Scolopax rusticola
- kruk, Corvus corax